# Котрина, Хосе
Хосе́ Альдаи́р Котри́на Укульма́на (исп. José Aldair Cotrina Uculmana; родился 8 августа 1997 года в Писко, Перу) — перуанский футболист, полузащитник клуба «Альянса Лима».

## Клубная карьера
Котрина — воспитанник клуба «Альянса Лима». 10 февраля 2016 года в матче против столичного «Депортиво Мунисипаль» он дебютировал в перуанской Примере. 22 октября в поединке против «Кахамарки» Хосе забил свой первый гол за Альянса Лима.

## Международная карьера
В 2017 года Котрина принял участие в молодёжном чемпионате Южной Америки в Эквадоре. На турнире он сыграл в матче против команды Аргентины и Венесуэлы.